# フィオーレ・アルジェント
フィオーレ・アルジェント（Fiore Argento、1970年1月3日 - ）は、イタリアの女優、カメラアシスタント、ファッションスタイリスト。ローマ出身。

## 来歴
映画監督ダリオ・アルジェントとスクリプトスーパーバイザーのマリサ・カサーレとの間に生まれる。72年に両親が離婚してからは父親と暮らす。異母妹に女優のアーシア・アルジェントがいる。
1985年に父親の監督作品『フェノミナ』のオープニングに登場する少女ヴェラ役で映画デビューする。同年にはまた、父が製作を務めたホラー映画『デモンズ』で映画館に閉じ込められる観客の少女ハンナを演じた。
女優活動は主に父や妹アーシアの監督作品を中心とした出演のみで、普段は写真家のカメラアシスタントやファッションスタイリストとして活動している。アーシアの監督作品"L'assenzio"では衣装デザインも務めた。

## フィルモグラフィー
| 製作年 | 邦題 原題                                                          | 役名                         | 備考                     | 吹き替え |
| ------ | ------------------------------------------------------------------ | ---------------------------- | ------------------------ | -------- |
| 1985   | フェノミナ Phenomena                                               | ヴェラ・ブランド             | 映画デビュー作           | 内山茉莉 |
| 1985   | デモンズ Dèmoni                                                    | ハンナ                       |                          |          |
| 1993   | トラウマ/鮮血の叫び Trauma                                         | ファラディ・クリニックの受付 | ノークレジット           |          |
| 2000   | ダリオ・アルジェント 鮮血の魔術師 Dario Argento: An Eye for Horror | 本人                         | テレビ・ドキュメンタリー |          |
| 2001   | L'assenzio                                                         |                              | 日本未公開               |          |
| 2004   | デス・サイト Il cartaio                                            | ルシア・マリーニ             |                          |          |